# Tusculum

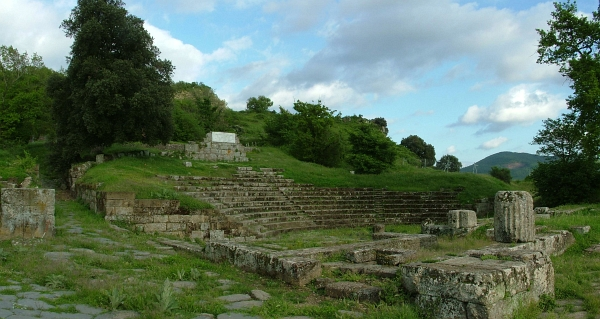
Utsikt över teatern.

Tusculum är en forntida stad i Latium, belägen omkring 17 kilometer sydöst om Rom på en höjd som hör till Albanobergen och med urgamla befästningar över Via Latina. Dess högsta punkt är belägen 670 meter över havet, och därför har platsen en god utsikt över Campagna di Roma. Tidigare fanns en flod vid staden, Tuscus Amnis, men när påve Calixtus II på 1200-talet lät anlägga en damm i närheten ändrades flodens riktning.
Titus Livius uppger att en av stadens diktatorer, Octavius Mamilius, måg till despoten Lucius Tarquinius Superbus, stupat i slaget vid Regillus (omkring 496 f.Kr.). Staden tillhörde latinska förbundet, men blev redan tidigt (381 f.Kr.) införlivad med romarstaten, dock med bibehållande av kommunal självstyrelse (municipium cum suffragio) med mera. I latinkriget gjorde Tusculum 340 f.Kr. ett fåfängt försök att befria sig.
Under medeltiden, under 900- och 1000-talen, spelade Tusculum en stor roll. Efter stadens förstöring i slutet av 1100-talet uppstod staden Frascati något nedanför det gamla Tusculum.
I Tusculums omgivningar hade förnäma romare lantgårdar (villa), bland vilka särskilt må erinras om Ciceros "tuskulanska villa" (Tusculanum), där han gärna tillbringade sina lediga stunder, och efter vilken ett av hans filosofiska arbeten bär titeln Disputationes tusculana. Det är på grund av detta som en framstående lärds eller statsmans lantställe, dit vederbörande kan dra sig undan från göromålen och världsbullret, brukar kallas hans "Tusculum" (riktigare vore "Tusculanum"). Begreppet finns bland annat med i Evert Taubes visa Inbjudan till Bohuslän där "Sjökaptenen herr Johansson vårdar äppelträden och syrenen och örtagården kring sitt Tusculum".
Ruiner från stadens äldsta tid finns av borgen och ett brunnshus. Från den romerska villastadens tid är lämningar av en teater och en amfiteater.
Lucien Bonaparte började 1806 företa arkeologiska utgrävningar av Tusculum. Andra arkeologer som har undersökt staden är Luigi Biondi och Luigi Canina.